# ويلسونية

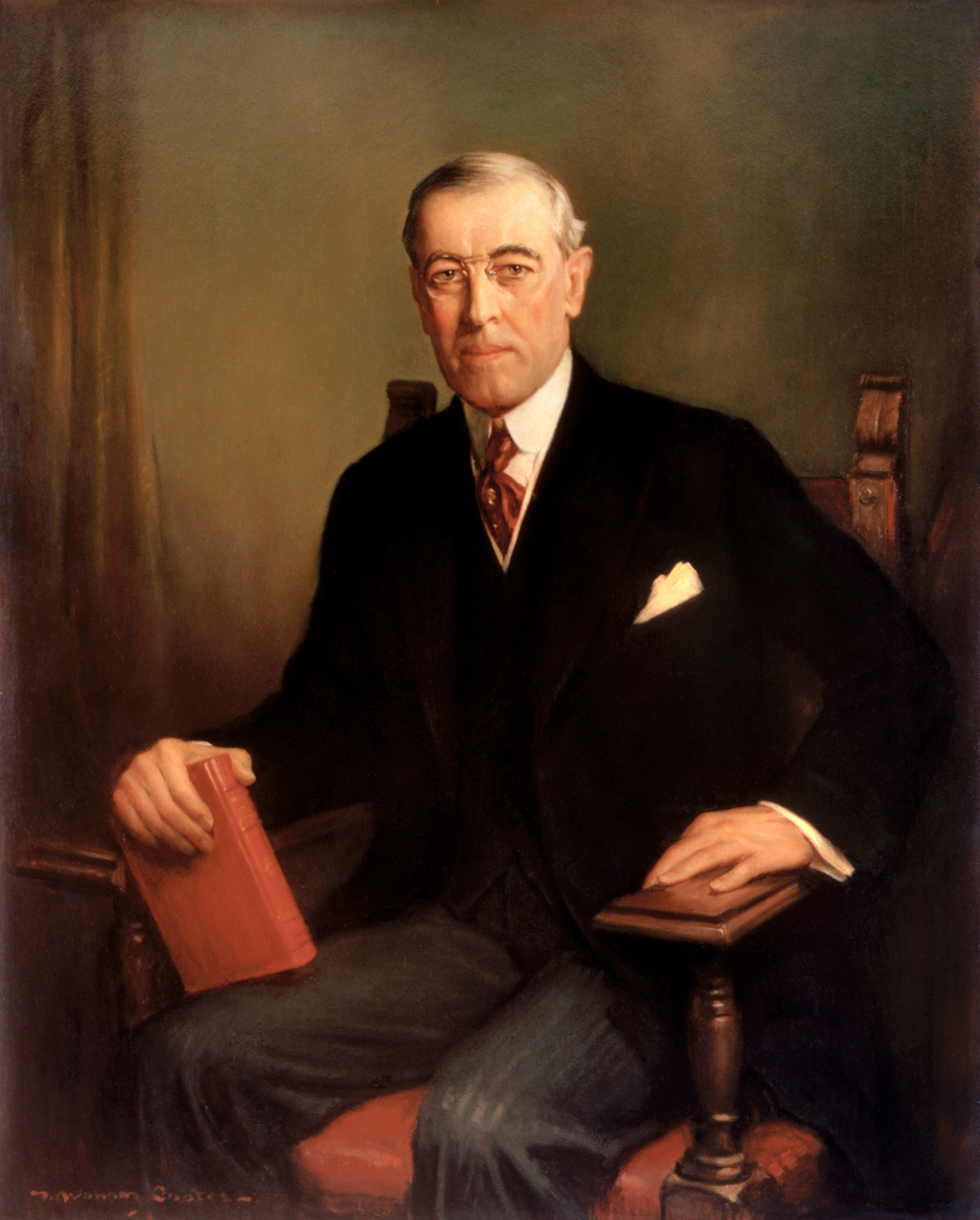

الويلسونية هي كلمة تستخدم لوصف نوع معين من وجهات النظر الآيديولوجية في السياسة الخارجية. جاء أصل المصطلح من فكر الرئيس الأمريكي وودرو ويلسون وكتابه المشهور «أربعة عشر نقطة» الذي أعتقد أنه يساعد في خلق السلام العالمي إذا ما تم تنفيذه. تتضمن المبادئ المشتركة التي ترتبط غالباً بالويلسونية مايلي:
- الدعوة إلى نشر الديمقراطية.[1]
- الدعوة إلى نشر الرأسمالية.[2]
- مناهضة الانعزالية وسياسة عدم التدخل.[3]
- تأييد الامبريالية[4]، لصالح التدخل لتعزيز المصلحة الوطنية.[5][6]

## شخصيات
الرؤساء بيل كلينتون وجورج دبليو بوش وباراك أوباما تم الإشارة إليهم مراراً وتكراراً بأنهم مستمرون على نهج الويلسونية في أمريكا. وهذا يرجع أساساً إلى جهودهم المتواصلة في استعمال سياسة بناء الشعب وسياسة التدخل.

## مواقف ملحوظة
- استخدام الرئيس بيل كلينتون لسياسة بناء الشعب في البلقان في وقت حرب البوسنة.[9]
- استخدام الرئيس جورج بوش لسياسة بناء الشعب وسياسة التدخل في العراق وأفغانستان خلال فترة الحرب على الإرهاب.[10]
- تدخل الرئيس باراك أوباما في الحرب الأهلية الليبية سنة 2011.[11]
- وصف وزير الخارجية الأمريكي الأسبق هنري كسنجر مرة عمل السياسة الخارجية الأمريكية باعتبارها الصراع الدائر بين الويلسونيين والجاكسونيين.

## انتقادات
يقول منتقدو مفهوم «المثالية الويلسونية» أن ويلسون أراد فقط تقرير المصير العرقي والديمقراطية في البلدان الأوروبية التي كانت تحت سيطرة أعداء الولايات المتحدة. تم تجاهل هذه المبادئ في مكان آخر. النقاد الجدد مثل المحافظين القدامى أو الباليو-محافظين (Paleoconservatives) يجادلون بأن المبادئ مثالية أكثر من اللازم، ويمكن أن تؤدي إلى التدخلات العسكرية التي لا لزوم لها، وهذا يعرض حياة الكثيرين للخطر بسبب مفاهيم عويصة بدلاً من التهديدات المباشرة.
وانتقد البعض أيضاً تسمية تأييد سياسة التدخل بالويلسونية، مشيرين إلى أن ويلسون نفسه لم يكن أحد صقور الحرب وأعلن حرباً فقط بعد دعم اللجان له بالقيام بذلك.

## استخدامات بديلة
- يسمى بعض الأحيان التدخل المحلي الذي قام به الرئيس ويلسون في الولايات المتحدة بالويلسونية.
- في المملكة المتحدة، يستخدم المصطلح أحياناً للأشارة إلى الأفكار المرتبطة برئيس الوزراء العمالي السابق هارولد ويلسون، وعادةً ما تتعلق هذه التسمية بفترة منصبه من 1964-1970 بدلاً من عودته المضطربة في السنوات 1974-1976 .وعادة ما تشير إلى فكرة ديمقراطية تكنوقراطية اجتماعية لا طبقية، والتي ألهمت في تفجير البهجة في بريطانيا العظمى في وقت قريب من الفوز الساحق له في الانتخابات العامة عام 1966. وغالباً ما ترتبط بتعليقه الشهير حول «الحرارة البيضاء للثورة التكنولوجية».